# Saint Alban's Head
Saint Alban's Head är en udde i Storbritannien.   Den ligger i kommunen Dorset och riksdelen England, i den södra delen av landet, 170 km sydväst om huvudstaden London.
Terrängen inåt land är platt. Havet är nära Saint Alban's Head söderut.  Närmaste större samhälle är Poole, 18,8 km norr om Saint Alban's Head. 